# Richard Debuisne
Richard Debuisne est un acteur, scénariste et assistant réalisateur français, né le 4 octobre 1949 à Rueil-Malmaison et mort le 12 avril 2012 à Paris 14e.

## Biographie
Debuisne mène une carrière de premier assistant réalisateur des années 1980 au début des années 1990 sur une vingtaine de films, où il est notamment amené à collaborer avec Jean-Luc Godard et Jean-Pierre Mocky. Dans les années 2000, il se reconvertit en comédien dans les films qu'il coécrit avec la réalisatrice Jeanne Labrune, dont il est le compagnon. Il est mort à Paris la nuit du 11 du 12 avril 2012 à la suite d'un cancer.

## Filmographie[4]

### Assistant réalisateur (filmographie sélective)
- 1983 : Prénom Carmen de Jean-Luc Godard
- 1984 : Polar de Jacques Bral (second assistant réalisateur)
- 1987 : Le Miraculé de Jean-Pierre Mocky
- 1987 : Soigne ta droite de Jean-Luc Godard
- 1988 : Une nuit à l'Assemblée nationale de Jean-Pierre Mocky
- 1989 : Divine Enfant de Jean-Pierre Mocky
- 1990 : Stan the Flasher de Serge Gainsbourg
- 1990 : Una vita scellerata de Giacomo Battiato
- 1991 : Sale comme un ange de Catherine Breillat
- 1992 : Sans un cri de Jeanne Labrune

### Acteur
- 2000 : Ça ira mieux demain de Jeanne Labrune
- 2002 : C'est le bouquet![5] de Jeanne Labrune
- 2004 : Cause toujours![5] de Jeanne Labrune
- 2010 : Sans queue ni tête[5] de Jeanne Labrune